# ヘルダーリン (バンド)
ヘルダーリン（Hoelderlin）は、JoachimとChristian von Grumbkowという兄弟によって、後にChristianと結婚することとなるNanny de Ruigと一緒に、1970年に「Hölderlin」として結成されたドイツのプログレッシブ・ロック・バンドである。彼らはロック、ジャズ、そしてフォーク・ミュージックの影響を受けている。

## 略歴
最初はフォーク・グループとしてスタートしたが、1972年のファースト・アルバムのリリースと1973年のNanny脱退の後、ジャズやロックを取り入れるようになり音楽の方向性を変え始めた。1973年に自分たちの名前をヘルダーリン (Hoelderlin)に変更し、ピルツ・レーベルの創設者であるロルフ＝ウルリッヒ・カイザーに対して訴訟を起こした。その結果、レコード・レーベルは廃業となった。1975年にSpiegeleiというレーベルと新しいレコード契約を結び、同年、セカンド・アルバムをリリース。さらに3枚のアルバムがリリースされた後、結成メンバーのほぼ全員がグループを脱退し、Joachimが唯一残された結成メンバーとなった。これによって、ラインナップが大幅に変わり、音楽の方向性も大幅に変更された。グループは、ジェネシスのアルバム『眩惑のブロードウェイ』におけるエンジニアであったDave Hutchinsを紹介され、その後、1980年に解散する前に、英米に向けたコマーシャルなサウンドづくりを行うと決め、さらに2枚のアルバムを生み出した。アルバム『Fata Morgana』は解散の翌年、Spiegeleiによってまとめられて世に出された。グループは元メンバーとしてHans BäärとMichael Bruchmannのみが参加する形で2005年に再結成した。しかしながらChristophとNannyが、その後の公演のいくつかに特別ゲストとして出演した。8枚目のアルバムを発表した後、2009年に再び解散した。

## メンバー
- Michael Bruchmann - ドラム (1971年-1978年、2005年-2009年)
- Hans Bäär - ベース、ギター、ボーカル (1976年-1981年、2005年-2009年)
- Ann-Yi Eötvös - ボーカル (2005年-2009年)
- Andreas Hirschmann - キーボード、ボーカル (2005年-2009年)
- Joachim von Grumbkow - キーボード、ボーカル (1970年-1981年) ※1990年死去
- Christian von Grumbkow - ギター (1970年-1977年)、歌詞 (1970年-1978年)
- Christoph Noppeney - ヴァイオリン (1971年-1977年)、ギター、ボーカル (1975年-1978年)
- Tommy L'Ohr - ギター、ボーカル (1977年-1981年)
- Peter Käseberg - ベース、ボーカル (1970年-1975年)
- Eduard Schicke - ドラム (1978年-1981年)
- Nanny de Ruig - ボーカル (1970年-1972年)
- Pablo Weeber - ギター、ボーカル (1976年-1977年)

## ディスコグラフィ

### アルバム
- 『ヘルダーリンの夢』 - Hölderlins Traum (1972年)
- Hoelderlin (1975年)
- 『道化師と雲』 - Clown & Clouds (1976年)
- 『レア・バーズ』 - Rare Birds (1977年)
- 『夢の街 (ライヴ)』 - Traumstadt (1978年) ※ライブ・アルバム
- New Faces (1979年)
- Fata Morgana (1981年)
- 8 (2007年)
- Hoelderlin - Live At Rockpalast 2005 (2021)

## 参考
- フリードリヒ・ヘルダーリン : ドイツの詩人